# مارتین (فیلم)
«مارتین» (انگلیسی: Martin (film)) فیلمی در ژانر ترسناک به کارگردانی جرج رومرو است که در سال ۱۹۷۷ منتشر شد. از بازیگران آن می‌توان به تام ساوینی و جرج رومرو اشاره کرد.